# Octav Pintilie
Octav Pintilie (n. 6 noiembrie 1937) este un fost deputat român în legislatura 1992-1996, ales în județul Botoșani pe listele partidului PDSR.